# Jean-Yves Lemay
Pour les articles homonymes, voir Lemay.
Jean-Yves Lemay né le 10 avril 1973 à Greenfield Park, au Québec est un animateur de radio.
Jean-Yves Lemay a été animateur à Rythme FM 105.7 Montréal de juin 2006 jusqu’à juillet 2020.
Au début des années 2000, il était animateur à CKMF-FM 94.3 (Montréal) où il a animé les populaires émissions "Le Beat" et "Les Justiciers Masqués".
Au cinéma, il a joué son propre rôle, dans Les Boys 3.
Depuis 1996, il anime la fête nationale de Saint-Hubert. Cet événement attire plus de 80 000 personnes, chaque année.
Depuis 2008, il est porte-parole du festival Feu et Glace de Repentigny, un événement Loto-Québec.  
Après une pause de 3 ans à la radio, Jean-Yves Lemay est de retour au micro du FM 103.3, la radio avec laquelle il a commencé sa carrière.